# Herwigia kreffti
Herwigia kreffti är en fiskart som först beskrevs av Nielsen och Larsen, 1970.  Herwigia kreffti ingår i släktet Herwigia och familjen Bathylaconidae. Inga underarter finns listade i Catalogue of Life.